# Brauvilliers
Brauvilliers est une commune française située dans le département de la Meuse, en région Grand Est.

## Géographie
Le territoire de la commune est constitué de plaines, de pentes douces et de forêts. Il compte plusieurs carrières exploitées pour la production de pierres de taille.
Le territoire de la commune est limitrophe de 6 communes, dont trois (Chevillon, Fontaines-sur-Marne et Narcy) dans le département voisin de la Haute-Marne.  
| Savonnières-en-Perthois           | Juvigny-en-Perthois     |        |
| Narcy (Haute-Marne)               | Brauvilliers            | Morley |
| Fontaines-sur-Marne (Haute-Marne) | Chevillon (Haute-Marne) |        |

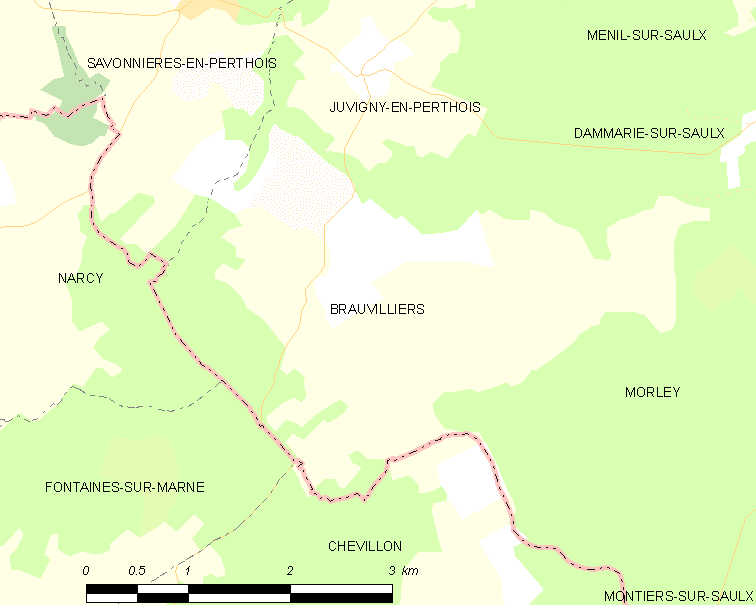
Carte de la commune.
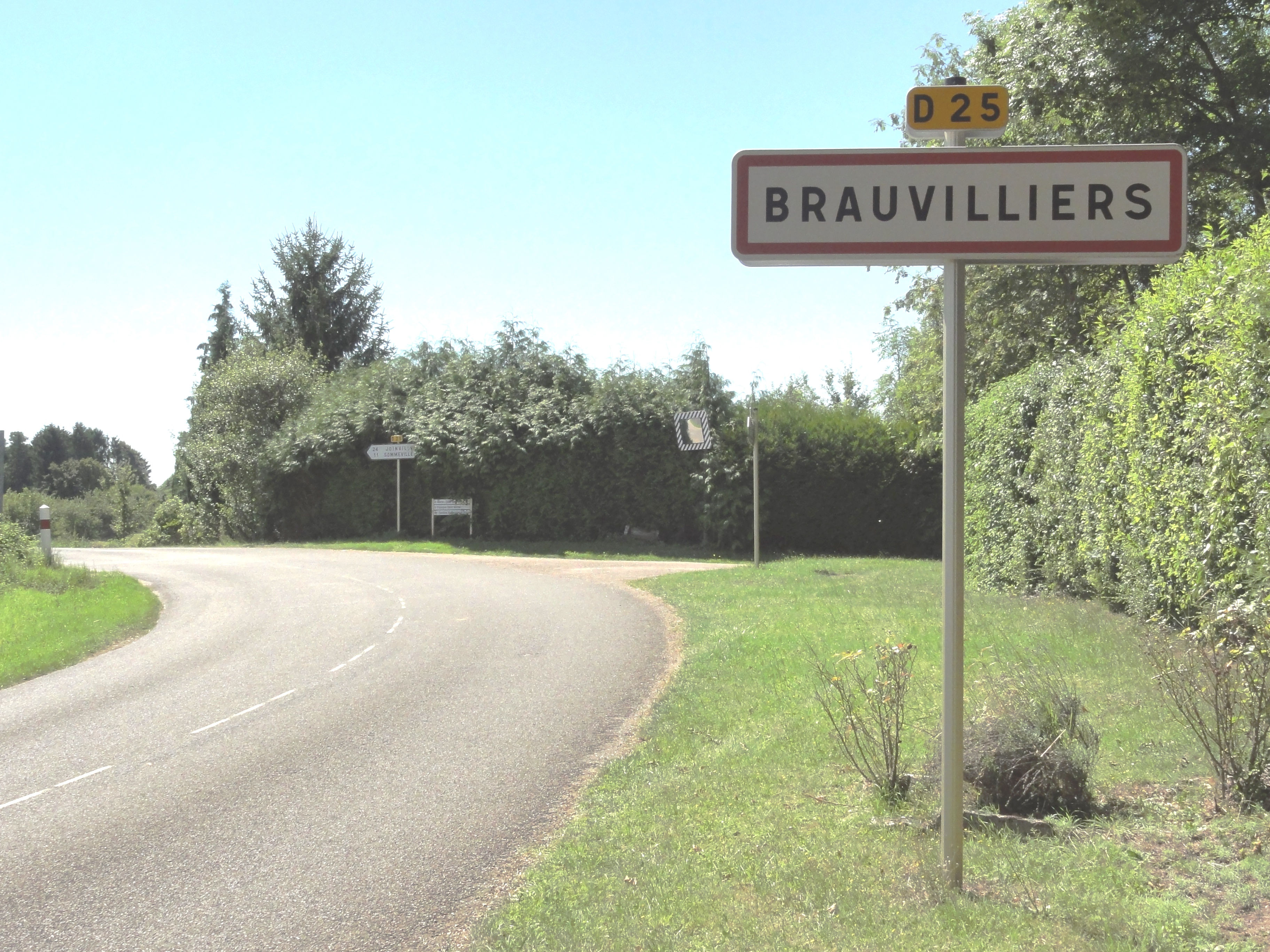
Entrée de Brauvilliers.
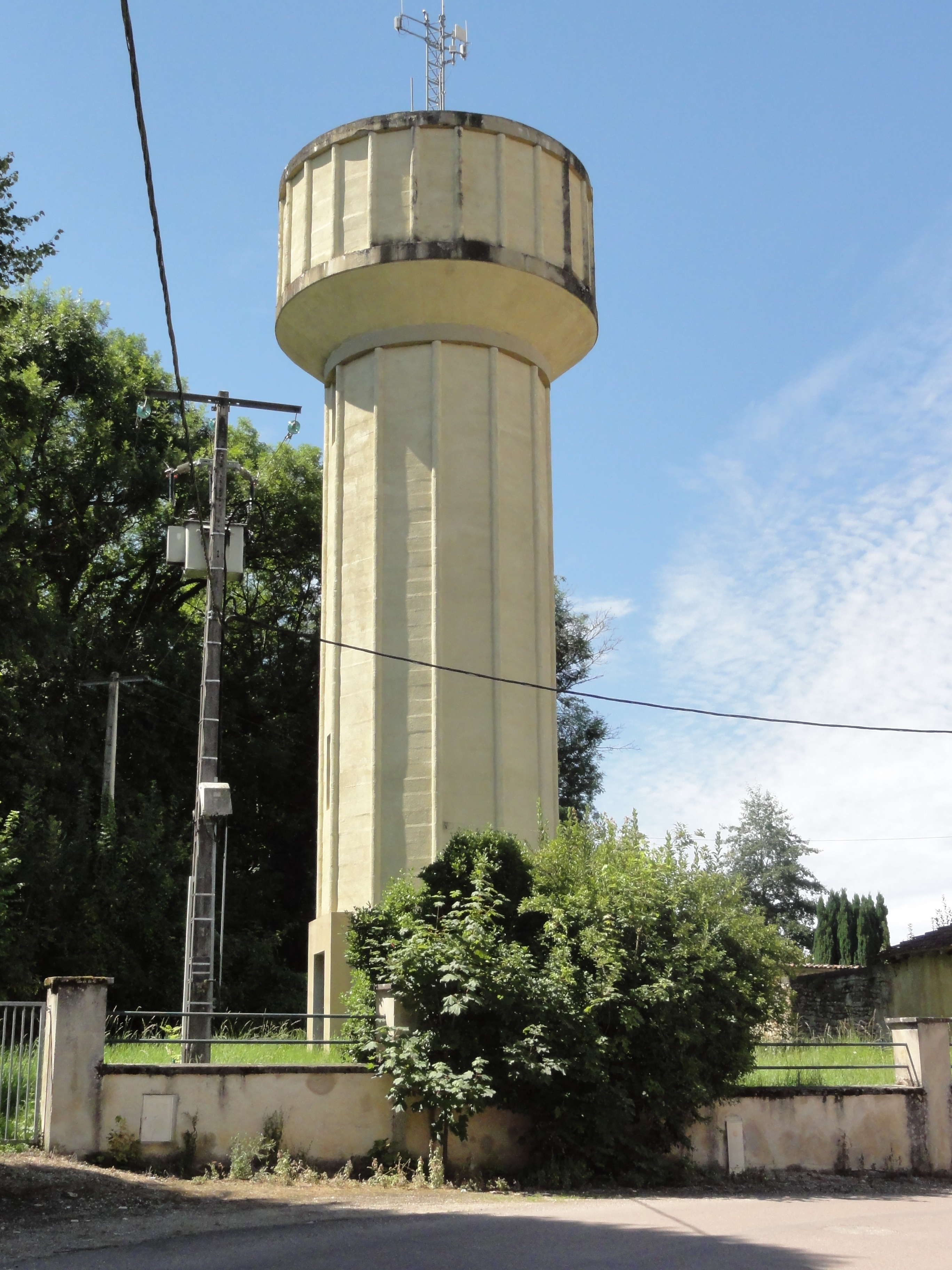
Château-d'eau.

### Hydrographie
La commune est dans la région hydrographique « la Seine de sa source au confluent de l'Oise (exclu) » au sein du bassin Seine-Normandie. Elle n'est drainée par aucun cours d'eau,.

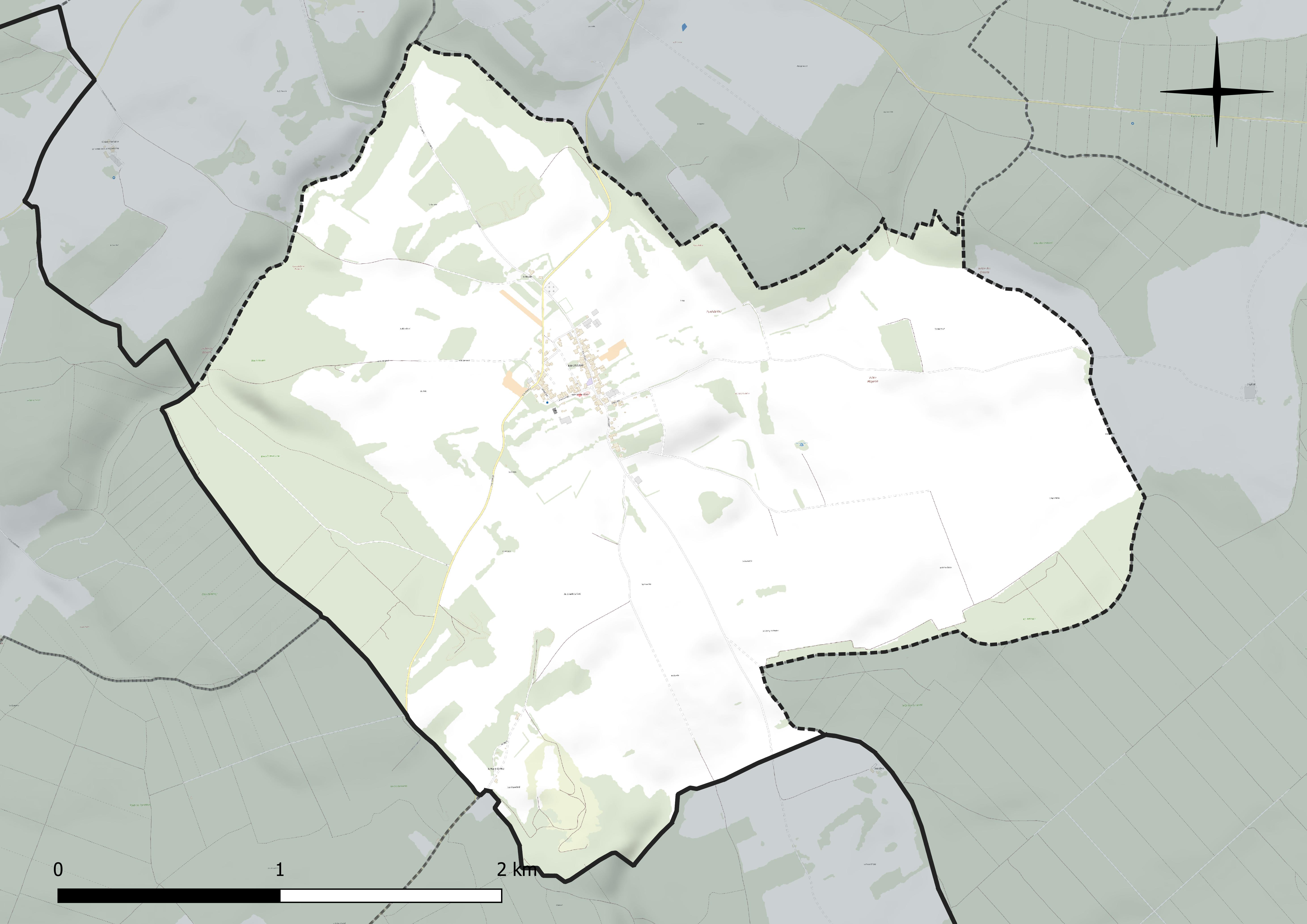
Réseau hydrographique de Brauvilliers.

### Climat
Pour des articles plus généraux, voir Climat du Grand Est et Climat de la Meuse.
En 2010, le climat de la commune est de type climat de montagne, selon une étude du Centre national de la recherche scientifique s'appuyant sur une série de données couvrant la période 1971-2000. En 2020, Météo-France publie une typologie des climats de la France métropolitaine dans laquelle la commune est exposée à un climat océanique altéré et est dans la région climatique  Lorraine, plateau de Langres, Morvan, caractérisée par un hiver rude (1,5 °C), des vents modérés et des brouillards fréquents en automne et hiver. 
Pour la période 1971-2000, la température annuelle moyenne est de 9,8 °C, avec une amplitude thermique annuelle de 16,1 °C. Le cumul annuel moyen de précipitations est de 1 012 mm, avec 13,6 jours de précipitations en janvier et 9,5 jours en juillet. Pour la période 1991-2020, la température moyenne annuelle observée sur la station météorologique de Météo-France la plus proche, « Chevillon_sapc », sur la commune de Chevillon à 6 km à vol d'oiseau, est de 11,1 °C et le cumul annuel moyen de précipitations est de 982,1 mm. 
La température maximale relevée sur cette station est de 40,6 °C, atteinte le 25 juillet 2019 ; la température minimale est de −17,4 °C, atteinte le 20 décembre 2009,,. 
Les paramètres climatiques de la commune ont été estimés pour le milieu du siècle (2041-2070) selon différents scénarios d'émission de gaz à effet de serre à partir des nouvelles projections climatiques de référence DRIAS-2020. Ils sont consultables sur un site dédié publié par Météo-France en novembre 2022.

## Urbanisme

### Typologie
Au 1er janvier 2024, Brauvilliers est catégorisée commune rurale à habitat dispersé, selon la nouvelle grille communale de densité à sept niveaux définie par l'Insee en 2022.
Elle est située hors unité urbaine. Par ailleurs la commune fait partie de l'aire d'attraction de Saint-Dizier, dont elle est une commune de la couronne,. Cette aire, qui regroupe 72 communes, est catégorisée dans les aires de 50 000 à moins de 200 000 habitants,.

### Occupation des sols
L'occupation des sols de la commune, telle qu'elle ressort de la base de données européenne d’occupation biophysique des sols Corine Land Cover (CLC), est marquée par l'importance des territoires agricoles (75,9 % en 2018), une proportion identique à celle de 1990 (75,9 %). La répartition détaillée en 2018 est la suivante : 
terres arables (54,7 %), forêts (24,1 %), prairies (14,5 %), zones agricoles hétérogènes (6,7 %). L'évolution de l’occupation des sols de la commune et de ses infrastructures peut être observée sur les différentes représentations cartographiques du territoire : la carte de Cassini (XVIIIe siècle), la carte d'état-major (1820-1866) et les cartes ou photos aériennes de l'IGN pour la période actuelle (1950 à aujourd'hui).

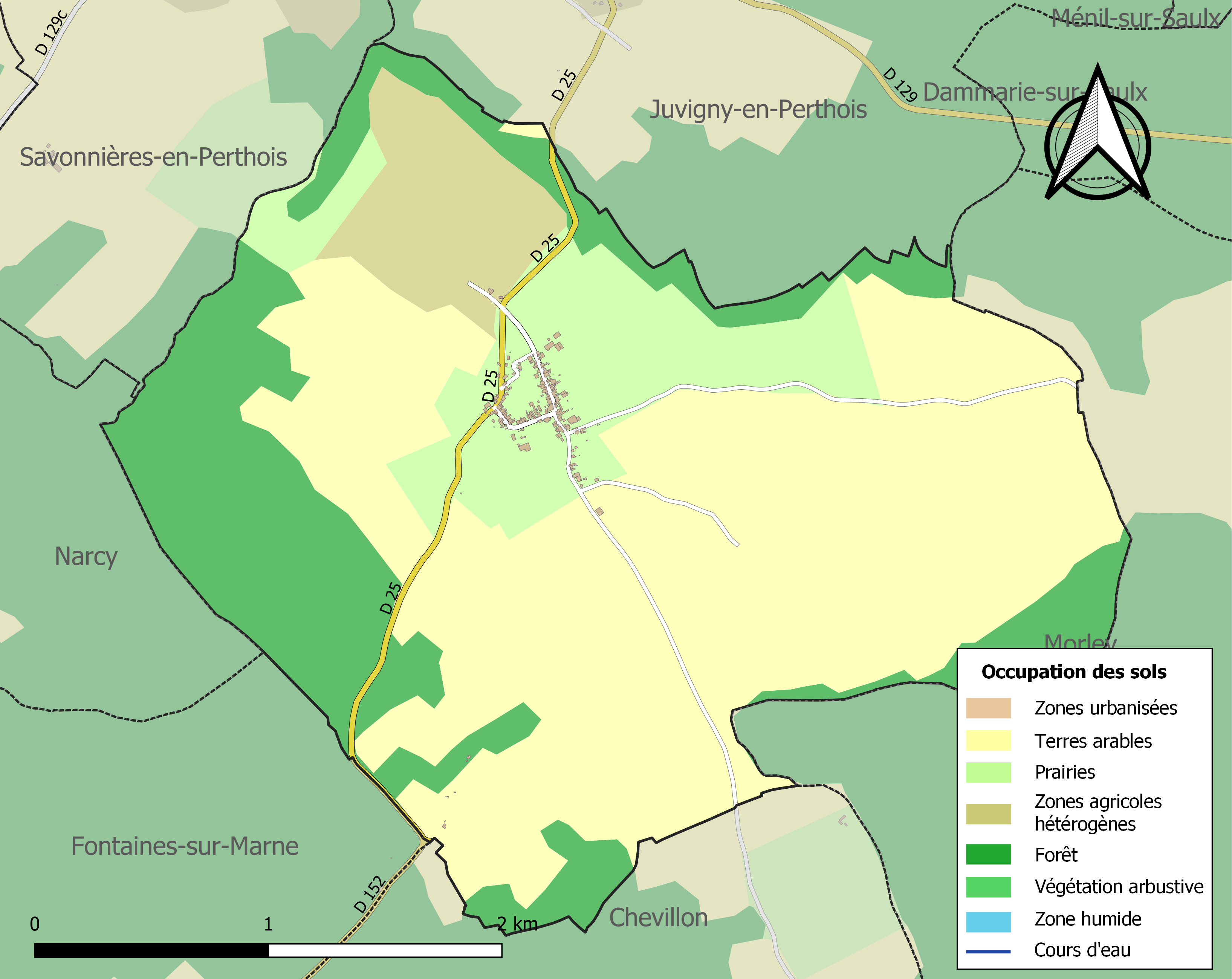
Carte des infrastructures et de l'occupation des sols de la commune en 2018 (CLC).

## Toponymie
Le nom de la localité est attesté sous la forme Brauvilleix (1378).

## Politique et administration
| Période                                  | Période       | Identité             | Étiquette | Qualité |
| ---------------------------------------- | ------------- | -------------------- | --------- | ------- |
| Les données manquantes sont à compléter. |               |                      |           |         |
| (maire en 1981)                          |               | Jules Michel         |           |         |
| mars 2001                                | mars 2014     | Pierre Varinot       |           |         |
| mars 2014                                | décembre 2018 | Gérard Volle (†2018) |           |         |
| décembre 2018                            | mai 2020      | Catherine Collard    |           |         |
| mai 2020                                 | En cours      | Sandrine Davignon    |           |         |

## Population et société

### Démographie

#### Évolution démographique
L'évolution du nombre d'habitants est connue à travers les recensements de la population effectués dans la commune depuis 1793. Pour les communes de moins de 10 000 habitants, une enquête de recensement portant sur toute la population est réalisée tous les cinq ans, les populations de référence des années intermédiaires étant quant à elles estimées par interpolation ou extrapolation. Pour la commune, le premier recensement exhaustif entrant dans le cadre du nouveau dispositif a été réalisé en 2007.

En 2022, la commune comptait 164 habitants, en évolution de −1,2 % par rapport à 2016 (Meuse : −4,4 %, France hors Mayotte : +2,11 %).
| 1793 | 1800 | 1806 | 1821 | 1831 | 1836 | 1841 | 1846 | 1851 |
| ---- | ---- | ---- | ---- | ---- | ---- | ---- | ---- | ---- |
| 236  | 257  | 292  | 297  | 346  | 342  | 356  | 381  | 433  |

| 1856 | 1861 | 1866 | 1872 | 1876 | 1881 | 1886 | 1891 | 1896 |
| ---- | ---- | ---- | ---- | ---- | ---- | ---- | ---- | ---- |
| 407  | 398  | 402  | 395  | 400  | 386  | 413  | 436  | 446  |

| 1901 | 1906 | 1911 | 1921 | 1926 | 1931 | 1936 | 1946 | 1954 |
| ---- | ---- | ---- | ---- | ---- | ---- | ---- | ---- | ---- |
| 420  | 455  | 457  | 357  | 381  | 358  | 302  | 288  | 241  |

| 1962 | 1968 | 1975 | 1982 | 1990 | 1999 | 2006 | 2007 | 2012 |
| ---- | ---- | ---- | ---- | ---- | ---- | ---- | ---- | ---- |
| 260  | 196  | 188  | 169  | 161  | 149  | 171  | 174  | 160  |

| 2017 | 2022 | - | - | - | - | - | - | - |
| ---- | ---- | - | - | - | - | - | - | - |
| 171  | 164  | - | - | - | - | - | - | - |

## Culture locale et patrimoine

### Associations
- Les amis de la pierre

### Lieux et monuments
- Église Saint-Michel de Brauvilliers.
- Monument aux morts.
- Château de Brauvilliers, château privé.
- Croix de chemin sculptée et oratoire Notre-Dame.
- Maison de la pierre : musée sur l'exploitation de la pierre dans les carrières souterraines du Perthois.

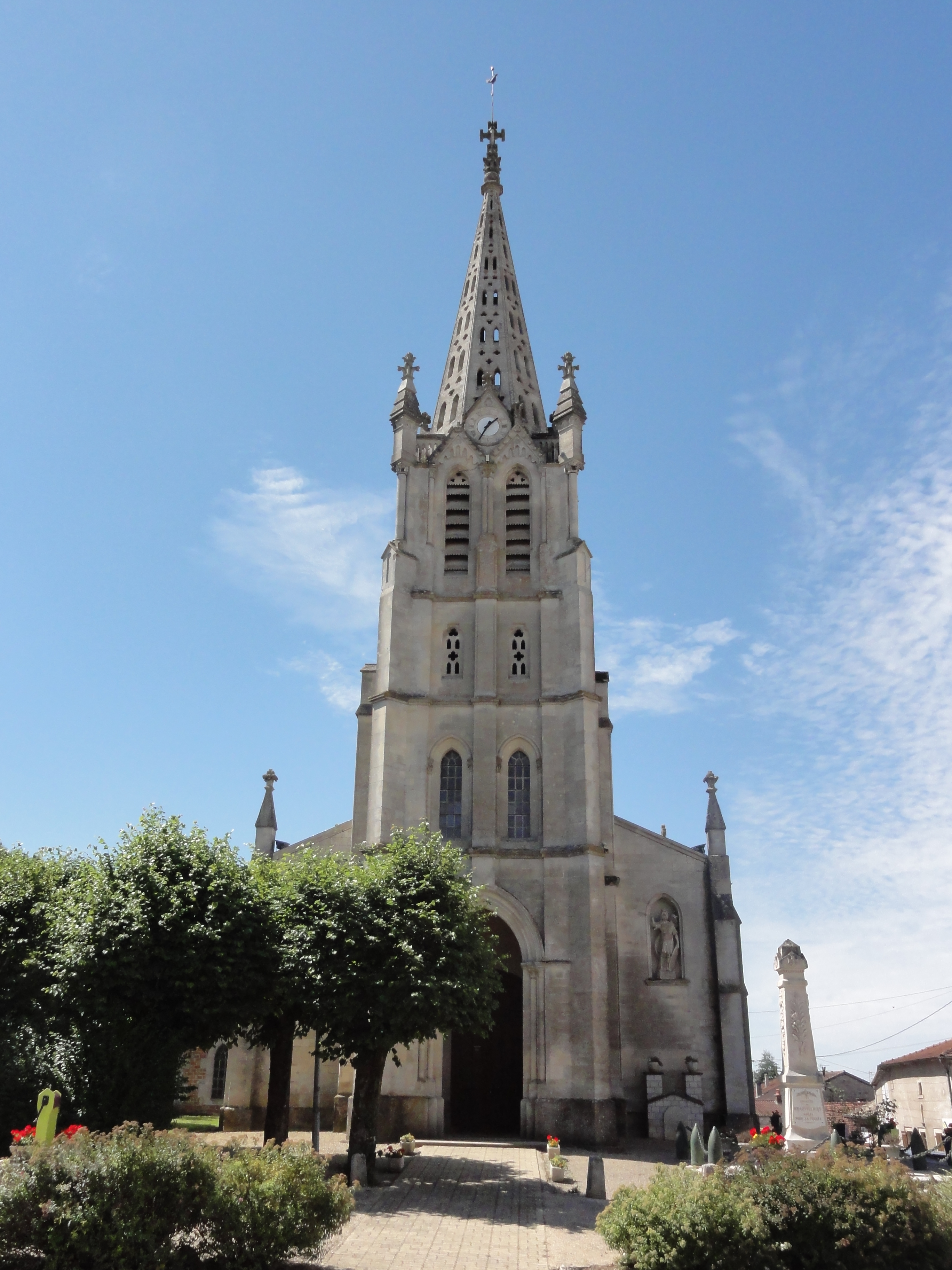
Église Saint-Michel.
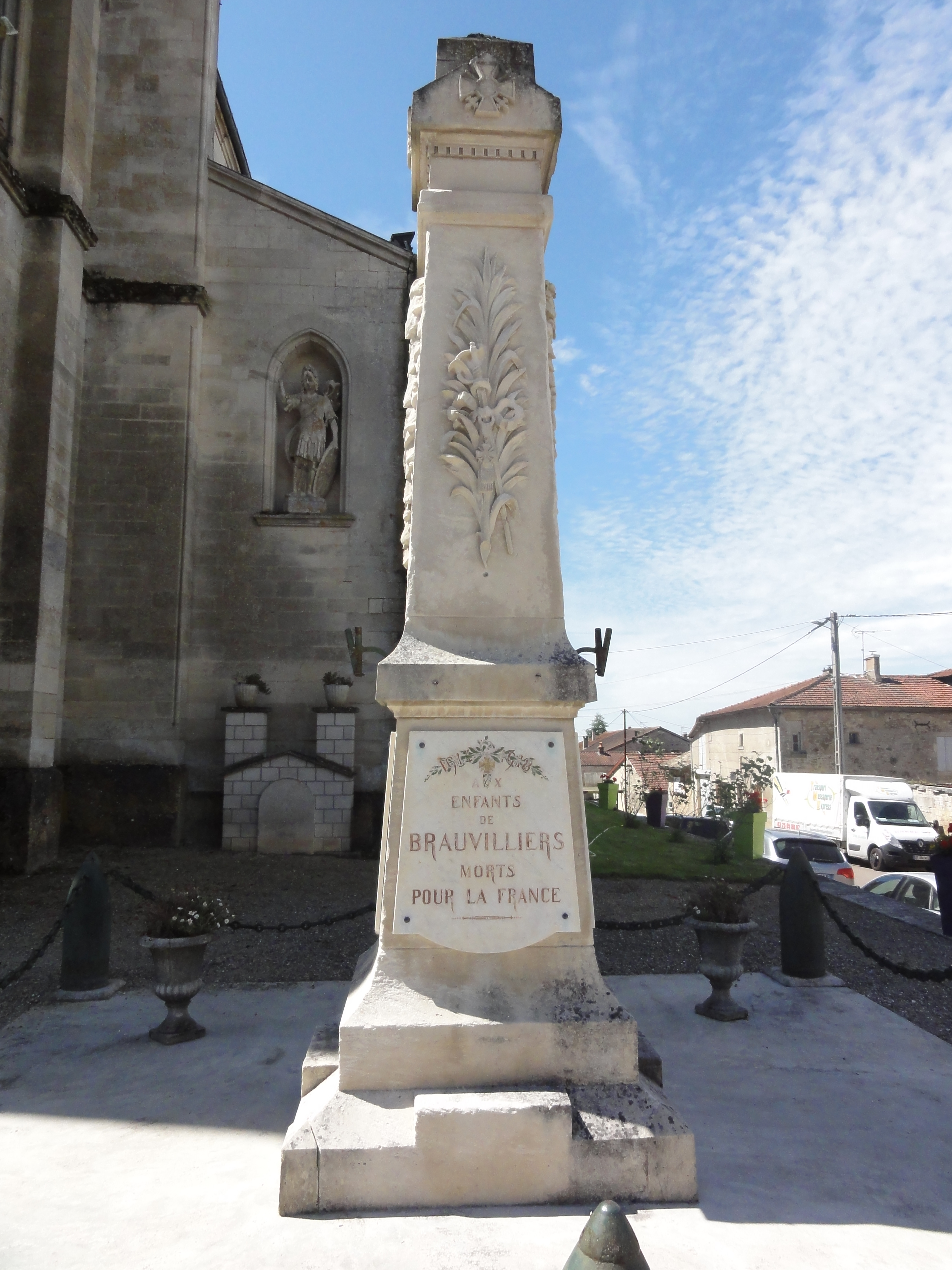
Mionument aux morts.
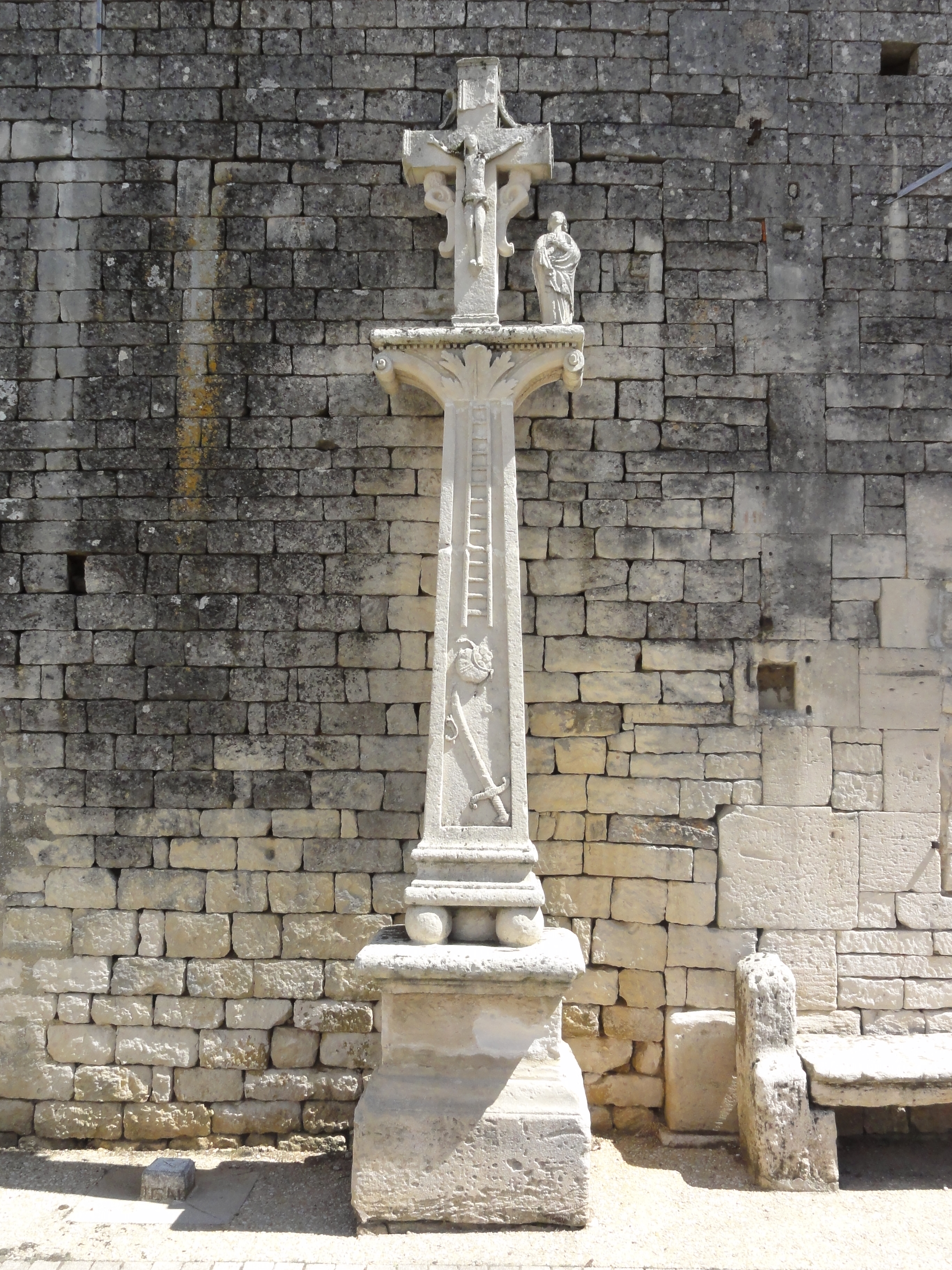
Croix sculptée.
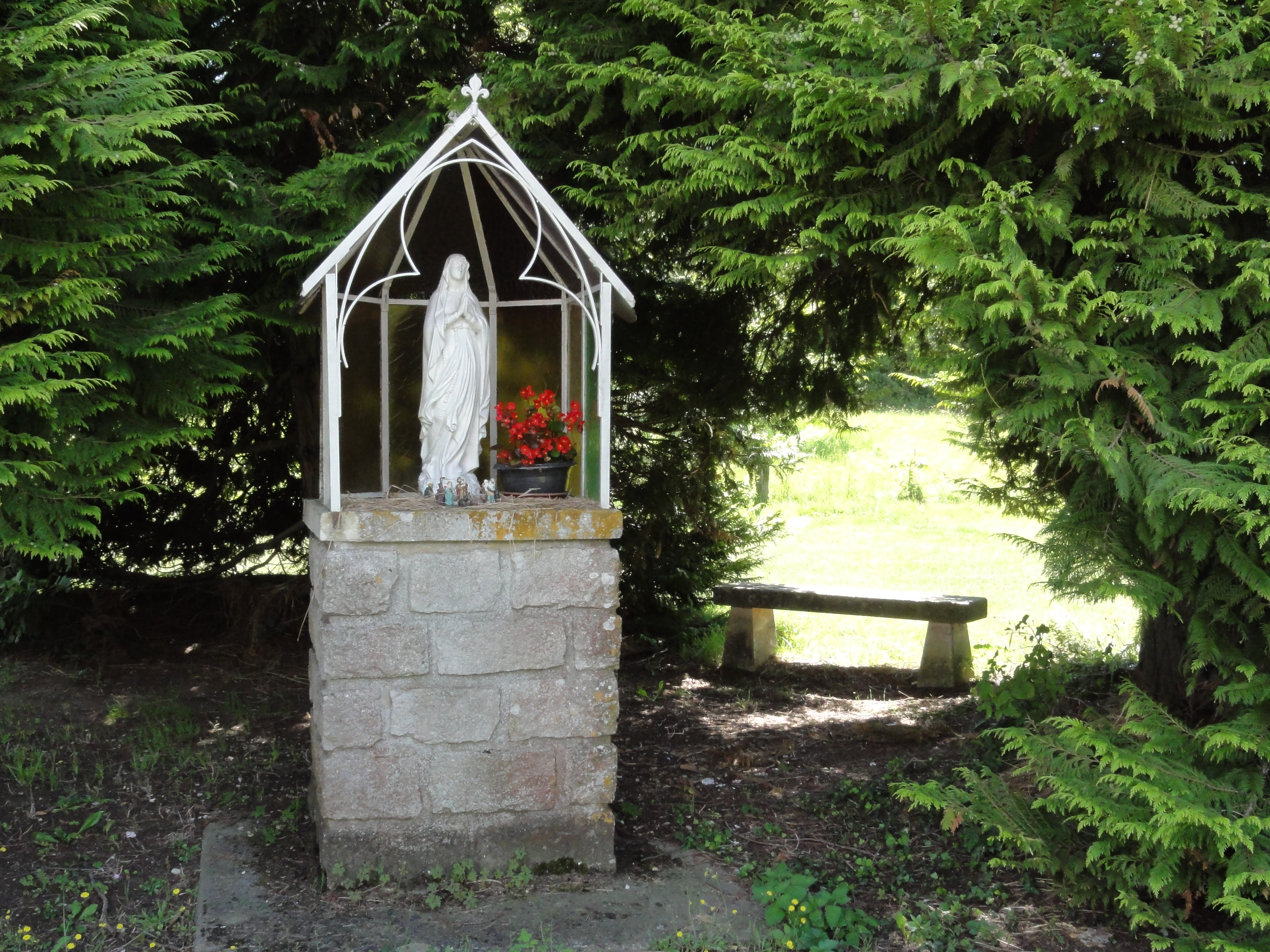
Oratoire Notre-Dame.
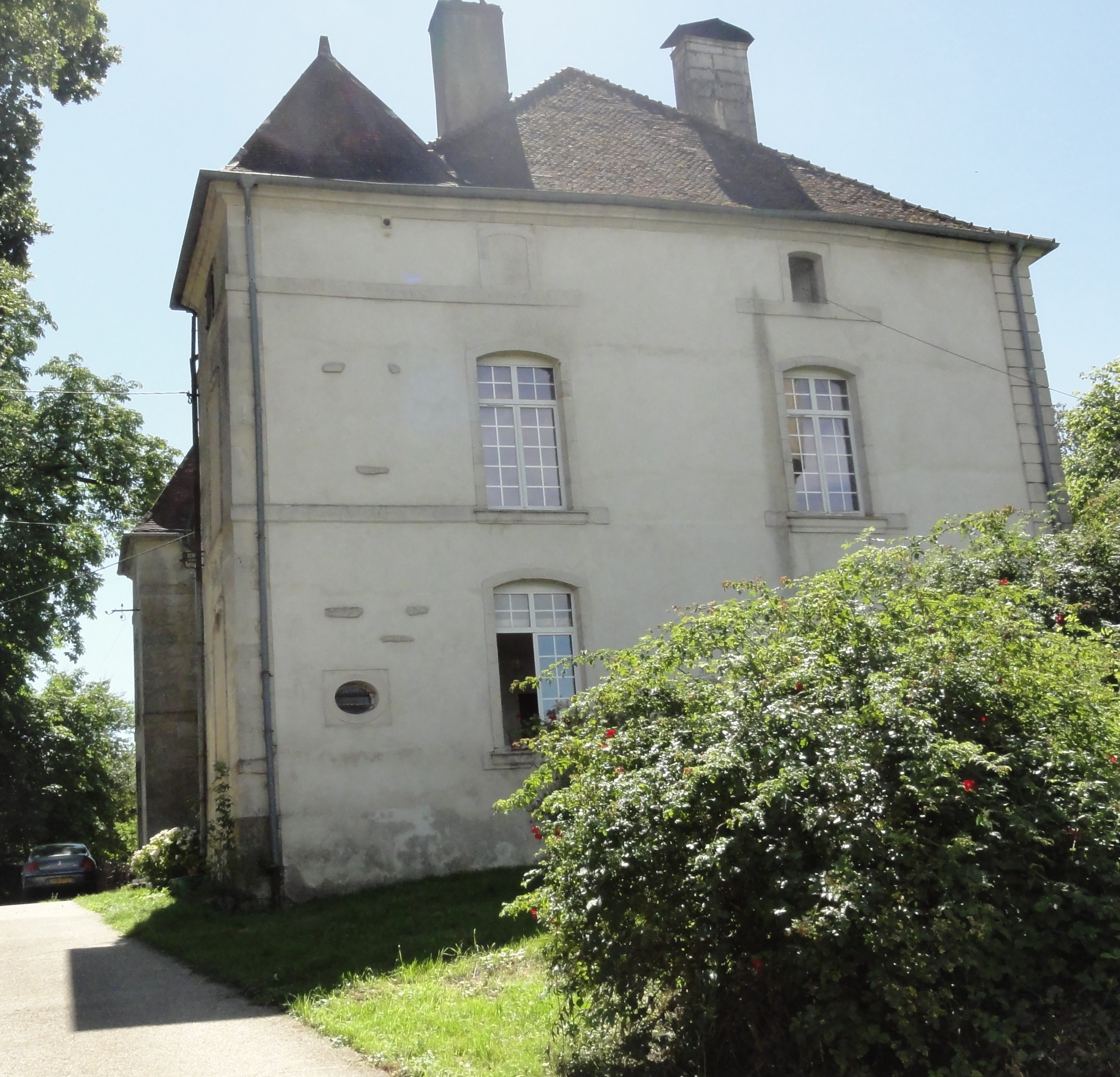
Le château.

### Héraldique
| Blason de Brauvilliers | Blason  | Coupé bastillé de gueules à deux vannets d'or et d'argent au lion issant de gueules.                              |
| Blason de Brauvilliers | Détails | Blason composé par R.A. LOUIS avec la Commission Héraldique de l'UCGL et mis à disposition de la commune en 2011. |